# Восс, Дженис Элейн
Дже́нис Эле́йн Восс (8 октября 1956 — 6 февраля 2012) — американский инженер и астронавт НАСА. Принимала участие в пяти космических полётах. Умерла в феврале 2012 года от рака груди.

## Биография
Дженис Восс родилась 8 октября 1956 года в городе Саут-Бенд, штат Индиана, выросла в городе Рокфорд в штате Иллинойс. С 1973 по 1975 год работала в Космическом центре имени Джонсона совмещая работу с заочным обучением в Университете штата Оклахома. В 1975 получила степень бакалавра по машиностроению в университете Пердью, затем она продолжила обучение и получила в Массачусетском технологическом институте степень магистра по электротехнике (1975) и докторскую степень в области аэронавтики/астронавтики (1987). До начала карьеры астронавта работала в компании Orbital Sciences Corporation, где принимала участие в разработке межорбитального буксира.

### Космические полёты
В январе 1990 года была зачислена в 13-й набор астронавтов НАСА, в течение года прошла общекосмическую подготовку и получила квалификацию специалиста полёта. В этом качестве приняла участие в следующих миссиях:
1. STS-57, с 21 июня по 1 июля 1993 года. Первый полёт шаттла с модулем Спейсхэб;
2. STS-63, февраль 1995 года. Отработка манёвра сближения со станцией «Мир»;
3. STS-83, апрель 1997 года. Полёт был прекращён досрочно, руководством НАСА было принято решение провести повторный полёт с тем же экипажем;
4. STS-94, июль 1997 года. Повторный полёт, проведение экспериментов в условиях микрогравитации с использованием лаборатории Спейслэб;
5. STS-99, февраль 2000 года. Радиолокационная съёмка поверхности Земли.

## Галерея

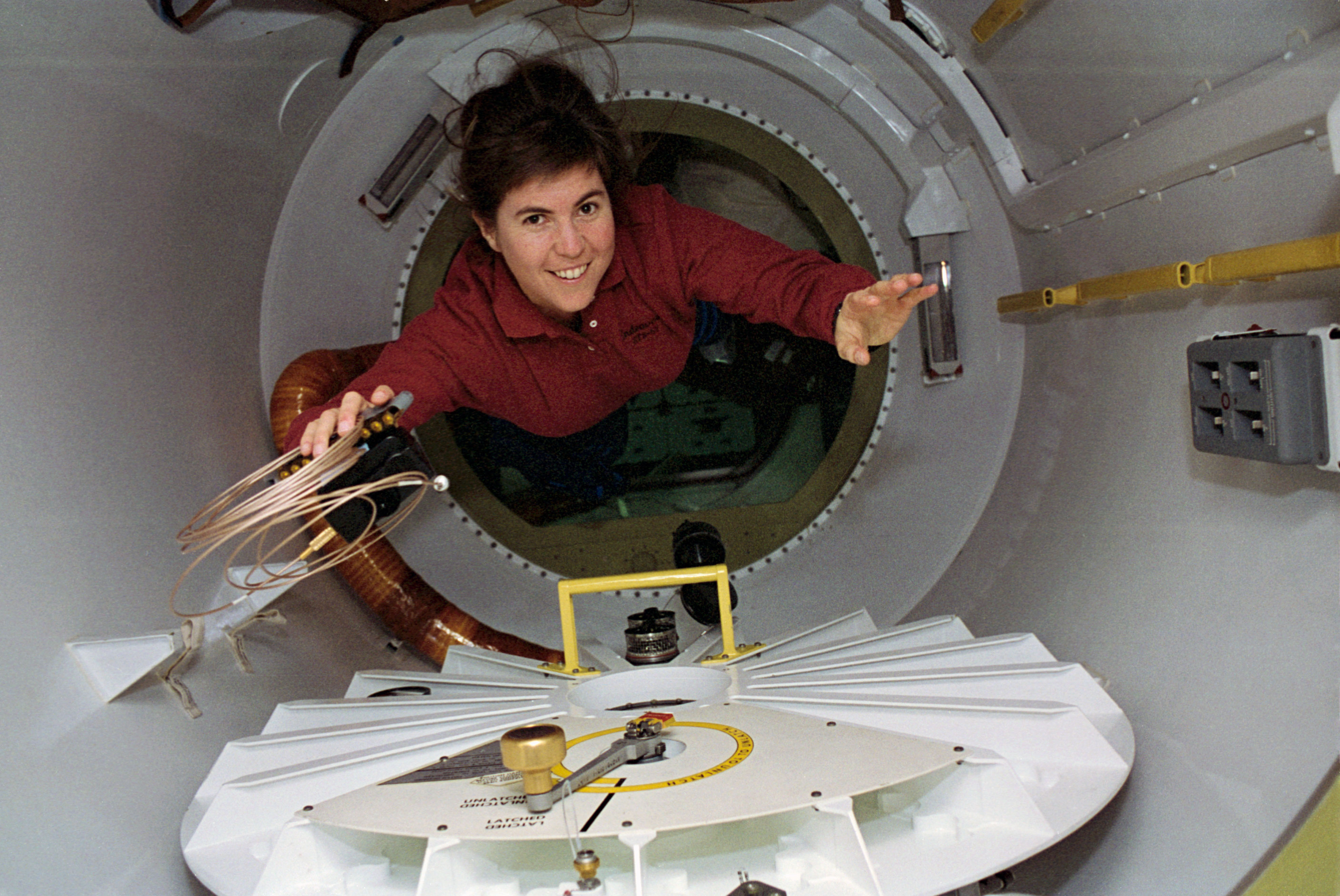
Дженис Восс проплывает через соединительный туннель в модуль Спейсхэб. STS-57.
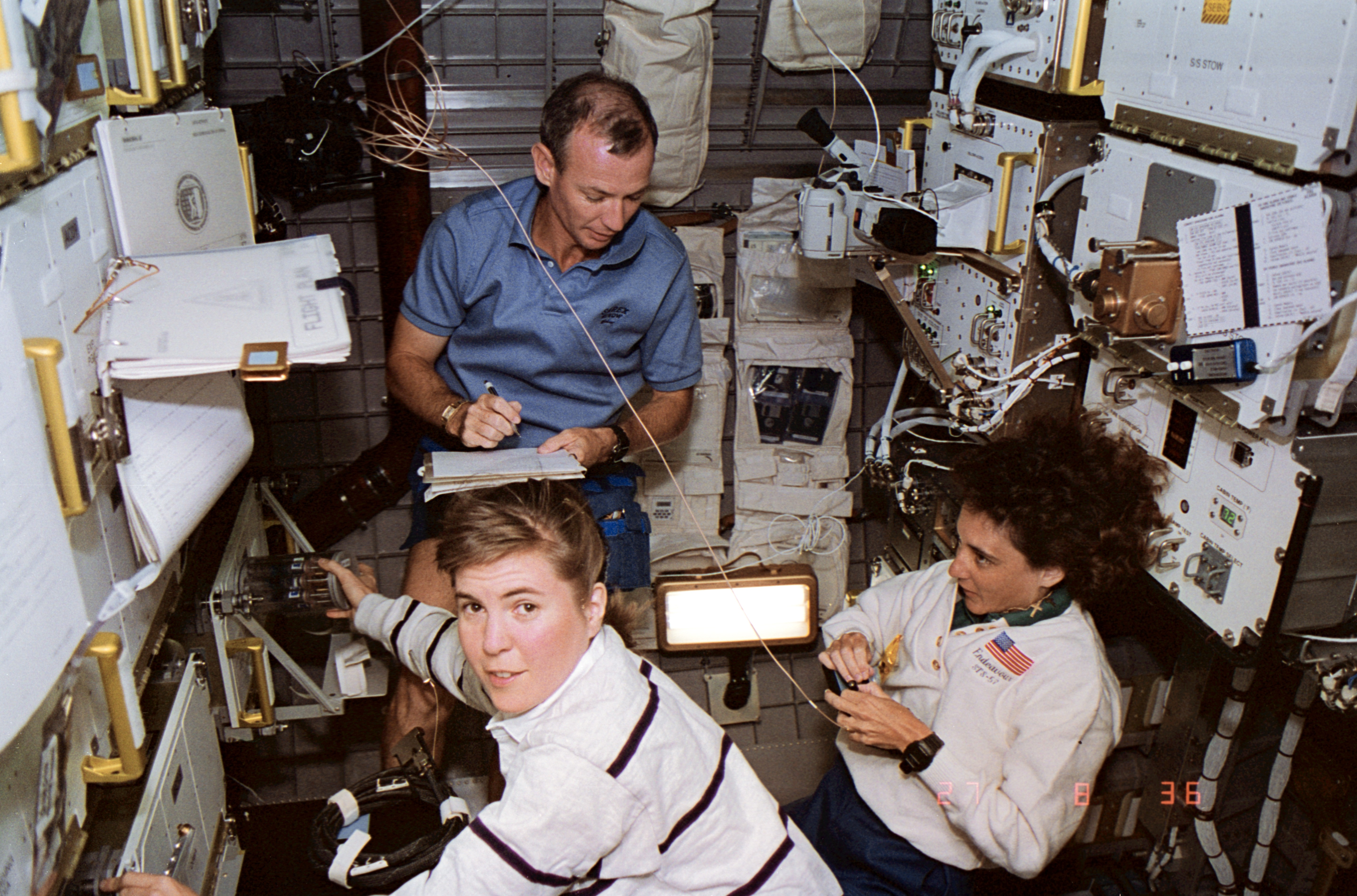
Даффи, Керри и Восс работают в Спейсхэбе. STS-57.

## Память о Дженис Восс
- Кораблю Cygnus CRS Orb-2 было дано имя в честь Дженис Восс.